# Saint-Camille-de-Lellis
| Saint-Camille-de-Lellis                                                    |                      |
| Saint-Camille-de-Lellis - parc au coin rue Principale et rue Audet - 2.jpg |                      |
| Coordenadas: 46°27' N 70°11'W                                              |                      |
| Província                                                                  | Quebec               |
| Região administrativa                                                      | Chaudière-Appalaches |
| Incorporado em                                                             | 11 de janeiro 1904   |
| Prefeito                                                                   | Adélard Couture      |
| Código postal                                                              | G0R 2S0              |
|                                                                            |                      |
| Área                                                                       |                      |
| - Cidade                                                                   | 252,08 km², 97,3 mi² |
| Fuso horário                                                               | UTC -5               |
| População (2006)                                                           |                      |
| - Cidade                                                                   | 908                  |
| - Densidade                                                                | 4 hab/km², 9 hab/mi² |

Saint-Camille-de-Lellis é um município canadense do conselho municipal regional de Les Etchemins, Quebec, localizado na região administrativa de Chaudière-Appalaches. Em sua área de pouco mais de 250 km², habitam cerca de novecentas pessoas.